# رامي الرجب
رامي باهر الرجب مؤلف موسيقي وعازف بيانو عراقي ولد في بغداد سنة 1978م

## النشأة
ظهرت ميوله الموسيقية في سن الثالثة من عمره وبدأ بدراسة الموسيقى العربية في سن السابعة على يد والده (باهر هاشم الرجب). وعندما بلغ الثانية عشر من عمره بدأ بتعلم الموسيقى الغربية والتأليف الموسيقي بنفسه.

## التحصيل الدراسي
في عام 1996م انهى دراسته الثانوية ثم سافر إلى ألمانيا لدراسة الموسيقى والتأليف. درس الموسيقى الكلاسيكية الغربية والعزف على آلة البيانو على يد الأستاذ مايكل لزلي لغاية عام 2002م ثم التحق بعدها بمدرسة الاختصاص الموسيقي في قسم القيادة والعزف وتخرج منها عام 2004م، بتقدير عالي. وفي عام 2005 التحق بأكاديمية الافلام بادن فورتمبيرج لدراسة موسيقى الأفلام وتصميم الصوت فتخرج منها عام 2008م بتقدير ماجستير.

## أعماله
قام بتأليف موسيقى تصويرية لعدد من الأفلام الوثائقية وأفلام الصور المتحركة، وأفلام الدراما وبعض الإعلانات وغيرها، وإلى جانب ذلك له مؤلفات موسيقية غربية كلاسيكية وحديثة ومن أشهر أعماله مقطوعة اوركسترالية للآلات النقرية بعنوان سوق الصفافير التي عُزفت من قِبل أوركسترا بافاريا للنقريات التي اختارتها كعمل مميز فنُفـذتها على سي دي بعنوان «أصوات السوق» في شهر مايو عام 2007م. هذا وتجدر الإشارة إلى أنه يقوم بتوزيع موسيقى أعمال والده كالسماعيات والمقامات العراقية وباقي الألحان بشكل حديث.

### أعمال اوركسترالية
- سوق الصفافير في الخريف (2003)
- طلع البدر (2003)
- الطريق إلى الحجاز (2003)
- باساكاليا (2007)

### الافلام
- حلب، الجنة المخفية / فلم وثائقي / لودفيج هوبر (2002)
- إبراهيم حلب / فلم وثائقي / لودفيج هوبر (2004)
- اديداس / إعلان / سيمون رتسلر (2005)
- دريا / فلم وثائقي / اكادمية الافلام (2005)
- شعلة البروجكتور / الهرجان العالمي ستوتجارت للافلام المتحركة / اكادمية الافلام (2005)
- تالبا / فلم كارتون / اكادمية الافلام (2006)
- الحياة السهلة / فلم دراما / اكادمية الافلام (2007)
- جيمي / فلم تجريبي / اكادمية الافلام (2007)
- الحالة «انتظار» / فلم وثائقي / (2007)
- موجات الارواح / فلم وثائقي اقتصادي / اكادمية الافلام ()2007
- برج الحديد / فلم كارتون / اكادمية الافلام (2007)
- حالات الجو / فلم وثائقي علمي / ماركوس بلاشفسكي (2007)
- يوري / فلم دراما / اكادمية الافلام (2009)

## الاصدارات
- نسمات بابلية (2000)
- سوق الصفافير في الخريف (2003) دار Vogt & Fritz Verlag
- شجرة الموسيقى العربية (2006) دار الرجب للموسيقى.

## وصلات خارجية
الموقع الرسمي للفنان رامي الرجب